# Hernán Gaviria
Hernán Gaviria (27. listopad 1969 – 24. říjen 2002) byl kolumbijský fotbalista. Zemřel tragicky 24. října 2002 ve věku 32 let po zásahu bleskem.

## Reprezentace
Hernán Gaviria odehrál 27 reprezentačních utkání. S kolumbijskou reprezentací se zúčastnil Mistrovství světa 1994.

## Statistiky
| Kolumbie | Kolumbie | Kolumbie |
| Roky     | Záp.     | Góly     |
| -------- | -------- | -------- |
| 1993     | 6        | 0        |
| 1994     | 3        | 2        |
| 1995     | 10       | 0        |
| 1996     | 0        | 0        |
| 1997     | 7        | 1        |
| 1998     | 0        | 0        |
| 1999     | 1        | 0        |
| Celkem   | 27       | 3        |